# 國立政治大學達賢圖書館
國立政治大學達賢圖書館（英文：National Chengchi University Dah Hsian Seetoo Library）是國立政治大學圖書館最大的分館，在該系統中面積最大、藏書量僅次於總館，設立於2019年。建築分為主建物與獨棟閱覽室外觀為清水混凝土，因其設計與坐落池畔的景觀獲評為台灣最美的大學圖書館。
達賢圖書館由潤泰集團及校友捐資興建，其命名緣由來自商學院教授司徒達賢。圖書館位於政大指南校區，為該校區最先落成啟用的建物。

## 簡介

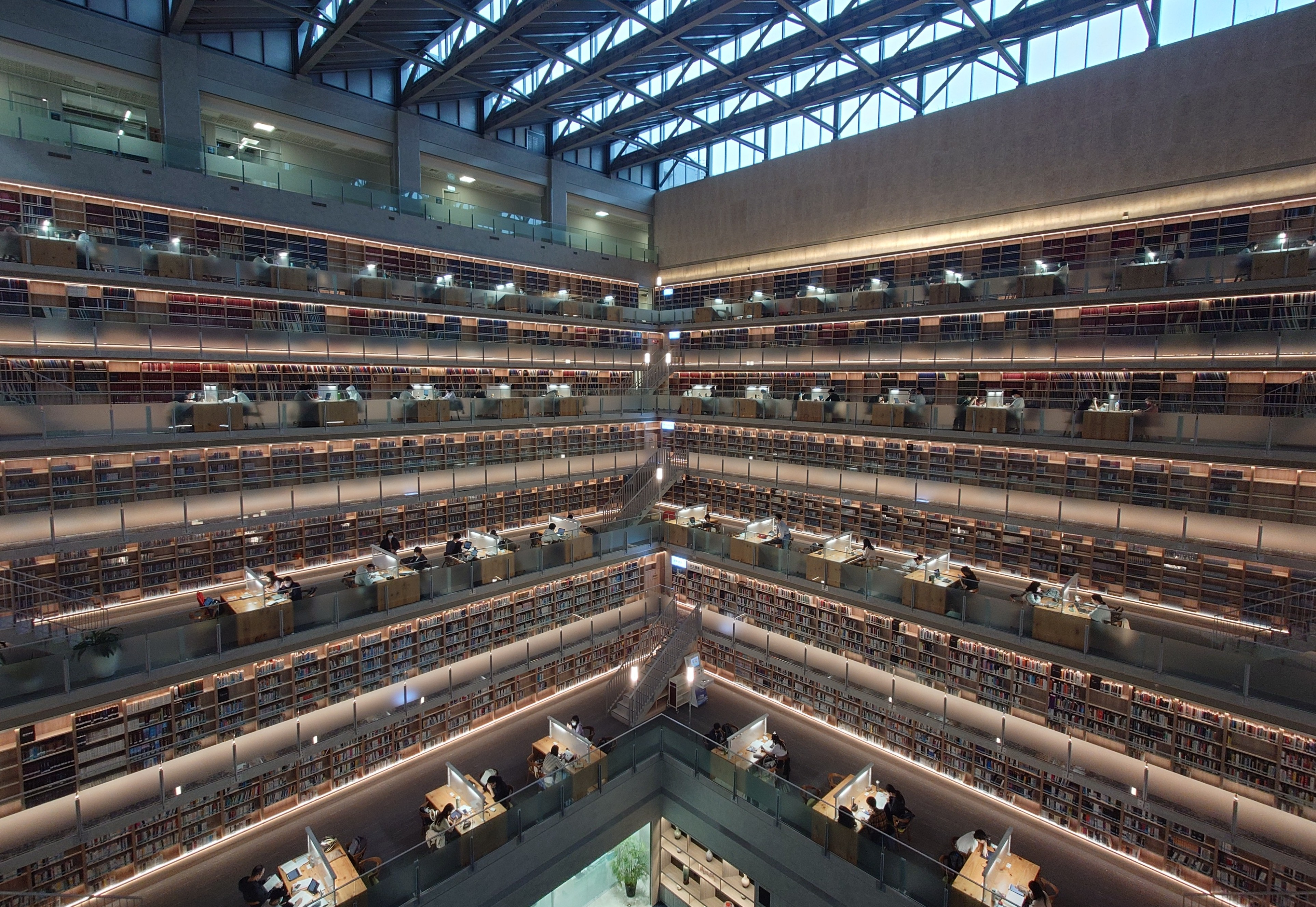
館內三至七樓書牆區

由於政大原有的中正圖書館（總館）及各分館使用空間日趨飽和，難以再規畫新穎的學習共享空間。除了硬體無法配合資訊科技的發展受限外，建築承載安全性亦有隱憂，使學校在圖書館發展上面臨瓶頸。政大多年規劃新校區發展，其中便包含新建圖書館計畫。
在達賢圖書館落成後，大幅增加圖書館空間，原先中正圖書館數位資源學習區及特藏室以及國際關係研究中心圖書分館、社會科學資料中心的典藏資料搬遷至達賢圖書館，並將閒置空間重新規劃。

## 沿革
2010年，行政院同意將鄰近占地約10餘公頃之國防部指南山莊營區核撥予政大，校方旋即展開校區規劃作業，並研擬興建圖書館。
2015年，指南山莊營區移撥政大，命名為指南校區。
2016年，校友潤泰集團總裁尹衍樑為祝賀其師政大商學院教授司徒達賢70歲生日與榮譽退休，特別捐贈指南校區的全區規劃及新台幣13億元用於新建圖書館，並將其命名為達賢圖書館。同年6月29日，潤泰集團旗下匯弘投資與政大簽訂捐贈契約出資興建圖書館。
2018年2月，達賢圖書館開始動工，由潤泰集團旗下公司負責。潤弘精密工程以預鑄工法承作主體建築，潤德室內裝修設計工程負責館內裝修設計，主體建築經費源自匯弘投資捐贈，內裝經費由其他校友募款與教育部補助3億餘元。
2019年6月，達賢圖書館完工，10月15日取得使用執照，11月1日局部試營運，12月1日開放全館試營運。
2020年，2月25日正式營運，因Covid19疫情暫緩夜間開放。新學期9月14日起開放。

## 館舍介紹

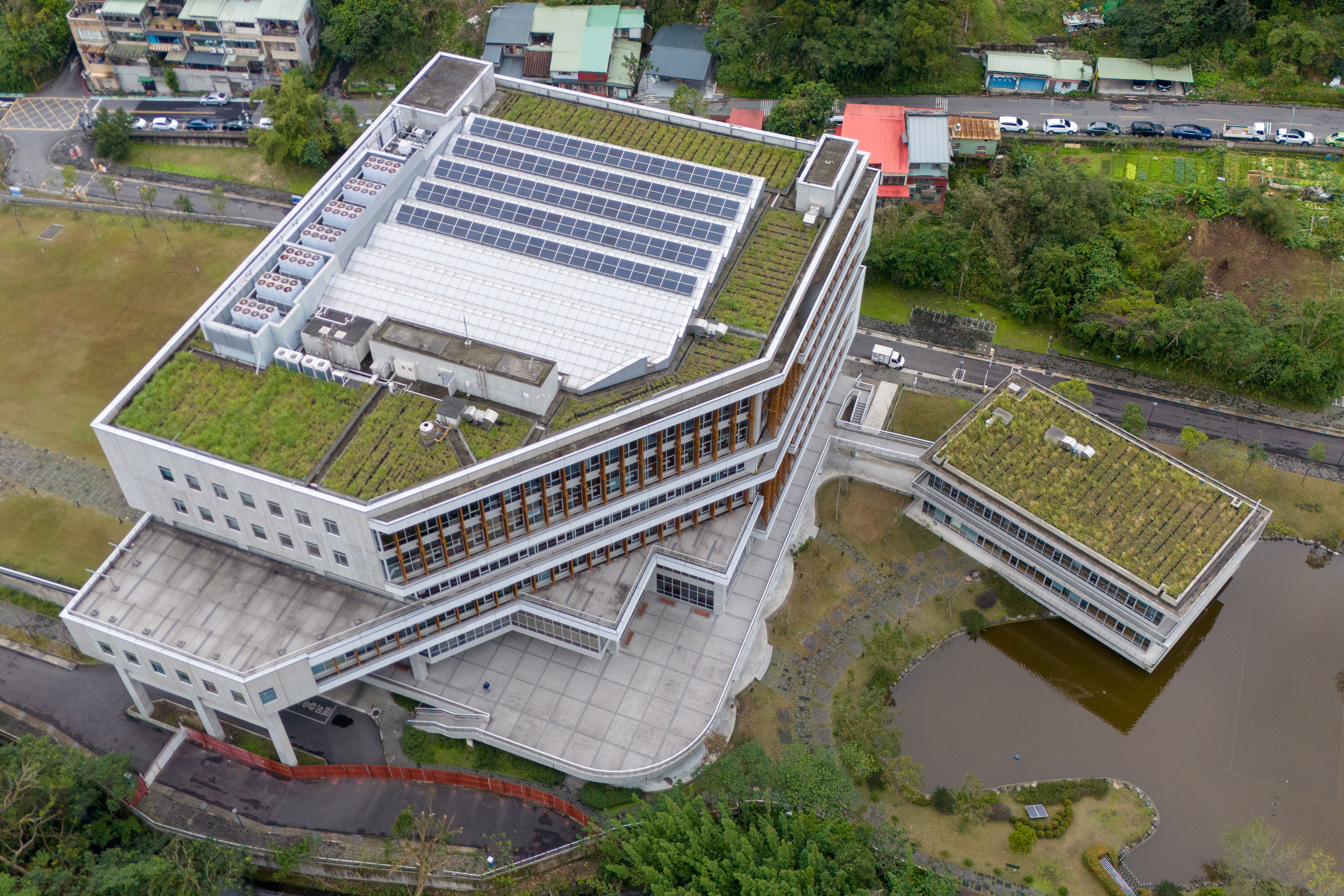
位於指南校區的達賢圖書館

### 主建物
達賢圖書館主建物為地下二樓，地上八樓的建築，圖書館實際使用樓層為B1密集書庫及2-8樓空間。主建物前方為連結地面層與二樓主入口到大草坡，後方為悅讀小屋（自習室）與景觀滯洪池。主建築中央為挑空中庭，採取開放通透設計。

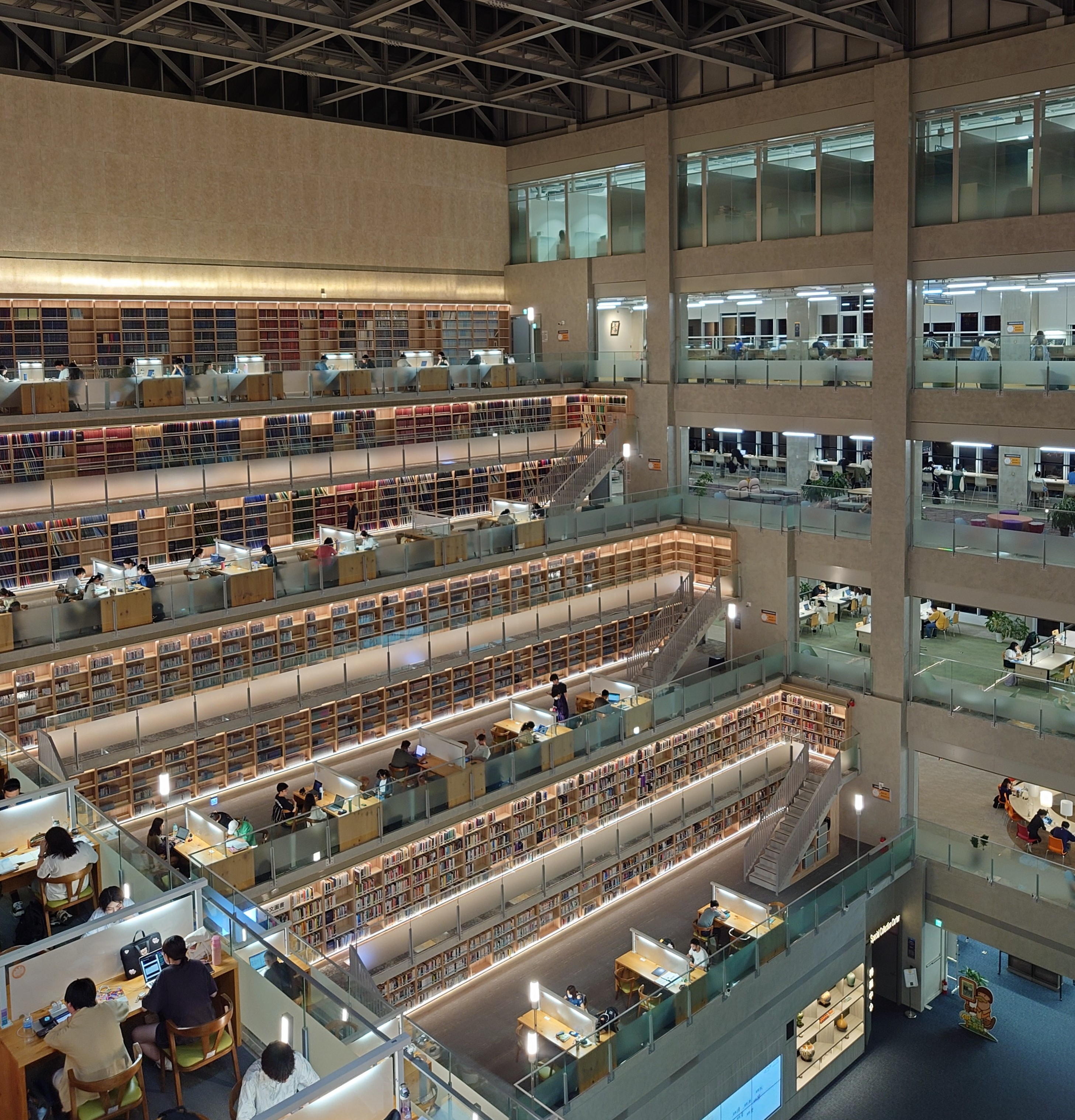
達賢圖書館主建物內部

達賢圖書館以學習共享空間、資訊多樣化及特色館藏為規劃理念。學習共享空間包括館內開放式閱覽區、自習閱覽的個人研究室、容納數人不等的討論室以及上百人的中大型會議空間。在資訊多元化面向提供桌遊、PS4 遊戲、影音資訊資源、電子設備軟硬體，並設置影音製播室、數位展演廳專業場地。創客中心提供3D列印機、熱轉印機、雷射雕刻機、擴增實境（AR）、虛擬實境（VR）和動態捕捉設備等專業器材。特藏中心設有恆溫恆溼的庫房典藏環境，並結合數位典藏與多元軟硬體進行展示，實體館藏透過科技展演展示空間擴大研究資源與能量。另外在地下設有密集書庫可容納70萬冊藏書，並以線上申請調閱書籍。
| 八樓     | 多功能會議廳、研究小間                         |
| 七樓     | 多功能會議廳、團體研討室、雷震研究中心         |
| 六樓     | 政大人‧文庫                                    |
| 五樓     | 團體研討室、創客空間                           |
| 四樓     | 多媒體創作學習中心、資訊教室、團體研討室       |
| 三樓     | 學習共享區、特藏中心庫房                       |
| 二樓     | 大廳入口、諮詢借閱服務區、悠遊體驗區、特藏中心 |
| 一樓     | 機車停車場                                     |
| 地下一樓 | 密集書庫                                       |
| 地下二樓 | 汽車停車場                                     |

### 湖濱悅讀小屋
湖濱悅讀小屋為一雙層之自修閱覽室，因座落在該校指南校區之景觀湖（滯洪沉砂池）而得其名。設有門禁系統並以湖濱步道、空橋與主建物相連，僅開放政大校內及校友使用，共295個席位。

## 軼事
- 2019年11月，達賢圖書館開始局部試營運後，有師生因其為政大圖書館之中最早閉館的感到困惑，校方隨後才於臉書表示，因為館區以前為毒蛇出沒地帶，閉館時間早是考量同學安危。[13][14]
- 2024年，達賢圖書館建築物周圍的草坡與景觀滯洪池舉辦命名徵件活動，並分為專家評選及公眾票選進行。[15]景觀滯洪池命名人氣票選比賽一項，投稿之一「金玟池」與韓國女子音樂團體NewJeans成員Minji本名相同，引發社會關注與新聞報導。立法委員吳沛憶也在教育及文化委員會質詢時呼籲校方尊重民主投票結果。[16]投票結果出爐總票數為32,582票，景觀池票數為27,235票，其中「金玟池」取得13,253票為票選第一名並獲得人氣獎。然而景觀池專家評審項目第一名則從缺。[17][18]

## 外部連結
- 國立政治大學（页面存档备份，存于）
- 政治大學達賢圖書館（页面存档备份，存于）